# Ludwig Viktor av Österrike
Ludwig Viktor av Österrike, född 15 maj 1842 i Wien, död 18 januari 1919 på Schloss Klessheim, var en österrikisk ärkehertig.

## Biografi
Ludwig Viktor var yngste son till ärkehertig Frans Karl av Österrike (1802–1878) och Sofia av Bayern (1805–1872).
Efter ett antal homosexuella skandaler ansåg brodern, kejsar Frans Josef av Österrike, att man inte kunde tåla mer från Ludwig Viktors sida och förvisade honom till Salzburg där han 1866 blev tilldelad slottet Schloss Klessheim strax utanför staden.
1885 utnämndes Ludwig Viktor av Österrike till riddare av Serafimerorden.